# جف (فیلم ۱۹۶۹)
«جف» (انگلیسی: Jeff) یک فیلم به کارگردانی ژان ووترا است که در سال ۱۹۶۹ منتشر شد. از بازیگران آن می‌توان به آلن دلون و ژرژ روکیه اشاره کرد.